# Saint-Pierre-de-Mézoargues
Saint-Pierre-de-Mézoargues ist eine französische Gemeinde mit 228 Einwohnern (Stand 1. Januar 2022) im Département Bouches-du-Rhône in der Region Provence-Alpes-Côte d’Azur.

## Geografie
Der Ort liegt knapp einen Kilometer vom linken Ufer der Rhone entfernt, zwischen den Orten Vallabrègues und Boulbon. Direkt neben dem Ortszentrum verläuft die Grenze zum Nachbarort Vallabrègues, die gleichzeitig die Grenze zum Département Gard und damit auch zur Region Okzitanien bildet.

## Geschichte
Die genaue Bedeutung des Namens „Mézoargues“ ist umstritten. Er könnte „Maison des Eaux“ (Haus der Wasser) bedeuten. Bis 1992 hieß der Ort nur „Mézoargues“.

## Politik
Jacky Picquet wurde für die Amtsperiode 2014 bis 2020 zum Bürgermeister gewählt.

## Bevölkerungsentwicklung
| Jahr      | 1962 | 1968 | 1975 | 1982 | 1990 | 1999 | 2008 | 2016 |
| Einwohner | 218  | 204  | 182  | 215  | 217  | 225  | 256  | 207  |

## Verkehr
Die Gemeinde ist nur durch kleine Nebenstraßen an das Verkehrsnetz angebunden. In rund drei Kilometern Entfernung zum Ort verläuft die Départementsstraße 35 von Tarascon nach Avignon.